# Archaraeoncus
Genre
Archaraeoncus est un genre d'araignées aranéomorphes de la famille des Linyphiidae.

## Distribution
Les espèces de ce genre se rencontrent en Europe de l'Est et en Asie.

## Liste des espèces
Selon World Spider Catalog (version 16.5, 27/07/2015) :
- Archaraeoncus alticola Tanasevitch, 2008
- Archaraeoncus hebraeus Tanasevitch, 2011
- Archaraeoncus prospiciens (Thorell, 1875)
- Archaraeoncus sibiricus Eskov, 1988

## Publication originale
- Tanasevitch, 1987 : The linyphiid spiders of the Caucasus, USSR (Arachnida: Araneae: Linyphiidae). Senckenbergiana biologica, vol. 67, p. 297-383.